# Бъфало Спрингфийлд
„Бъфало Спрингфийлд“ (на английски: Buffalo Springfield) е психеделична и фолк рок група от Лос Анджелис, Съединени американски щати.
„Бъфало Спрингфийлд“ е канадско-американска рок група, създадена през 1966 год. в Лос Анджелис, Калифорния от канадските музиканти Нийл Йънг (Neil Young), Брус Палмър (Bruce Palmer) и Дюи Мартин (Dewey Martin) и американските музиканти Стивън Стилс и Ричи Фюрей (Richie Furay). Групата е известна най-вече с песента си „For What It's Worth“. За краткото си съществуване (1966 – 1968) успява да издаде три албума и няколко сингъла. За тяхната музика е характерна комбининацията на елементи от американската фолклорна и кънтри музика с британското звучене и психеделични рок влияния. Именно те, заедно с групата The Byrds, определят насоките на ранното развитие на камбинацията между фолк и рок музиката, т.нар. психеделичен рок. 
Името на групата Буфало Спрингфийлд е заимствано от известна марка парни валяци, произвеждани от Buffalo-Springfield Roller Company. Групата има характерен, разпознаваем собствен стил.
Бъфало Спрингфийлд се събират в Лос Анджелис през 1966 г. Стивън Стилс свири на китара, клавишни и е вокал), Дюи Мартин (Dewey Martin) — свири на барабани и също е вокал, Брус Палмър (Bruce Palmer) — свири на бас китара, Ричи Фюрей (Richie Furay) — на китара и вокал, а Нийл Йънг (Neil Young) —  на китара, хармоника, пиано и вокал). през 1966 год. групата подписва договор с Atlantic Records и издава дебютния си сингъл Nowadays Clancy Can't Even Sing, който веднага става хит в Лос Анджелис. През януари 1967 г. издават протестната си песен For What It's Worth, която става единственият им хит, класиран в топ 10 на САЩ. Тази песен е и химн на контракултурата в САЩ. Вторият им албум – Buffalo Springfield Again бележи прогреса им към психеделия и хардрок и включва други добре познати песни като Bluebird и Mr. Soul.
През 1968 г. след няколкократни ареста на членовете на групата, свързани с наркотици и промени на състава, групата се разпада. Техният трети и последен албум – Last Time Around е съставен и издаден малко след разпадането им. След разпадането на групата Стивън Стилс сформира супергрупата Crosby, Stills & Nash с участие на Дейвид Кросби от Byrds и Греъм Наш от The Hollies, а през 1969 г. Нийл Йънг започва своята солова кариера. По-късно се присъединява към Стивън Стилс и става част от групата Кросби, Стилс, Неш & Йънг. Ричи Фюрей заедно с Джим Месина сформират кънтри рок групата Poco.
През 1997 г. „Бъфало Спрингфийлд“ са записани в Залата на славата на рокендрола. През 2011 г. те се събират отново за еднократно турне.

## Историята на основаването на групата
Нийл Йънг и Стивън Стилс се срещат за първи път през 1965 г. в Онтарио. По това време Йънг свири с групата The Squires от Уинипег, която ръководи още от февруари 1963 г. Същевременно Стилс е на турне с вокалната група The Company, която се разпада в края на обиколката.
След края на турнето Стилс се премества в Калифорния, където започва работа като студиен музикант, въпреки серия от неуспешни прослушвания. Именно тогава звукозаписният продуцент Бари Фридман му заявява, че би му осигурил работа, само ако успее да сформира нова група. В отговор на това, Стилс кани свой бивш колега от Au Go Go Singers — Ричи Фюрей, както и Кен Кобленц — бивш басист на The Squires, да се присъединят към него в Калифорния. И двамата приемат поканата, но малко по-късно Кобленц напуска и се присъединява към канадската група 3’s a Crowd. 
В началото на 1966 г. Нийл Йънг се запознава в Торонто с Брус Палмър – канадски басист от групата The Mynah Birds. Тъй като групата има нужда от водещ китарист, Палмър кани Йънг да се присъедини, и той приема. По това време The Mynah Birds се подготвят да запишат албум за Motown Records, а техен водещ певец е Рики Джеймс Матюс – младши (Джеймс Амброуз Джонсън), по-късно известен като Рик Джеймс.
След като звукозаписният договор с Motown е анулиран, Йънг и Палмър решават да напуснат групата. Те залагат музикалното ѝ оборудване и с получените средства купуват катафалка Понтиак от 1953 г., с която потеглят към Лос Анджелис, надявайки се да открият Стивън Стилс, за когото имат информация, че живее там. След седмица безуспешно търсене по клубове и кафенета в града, Йънг и Палмър решават да напуснат Лос Анджелис и на 6 април 1966 г. поемат на север към Сан Франциско. Докато са блокирани в задръстване на булевард Сънсет, те случайно са забелязани от Стилс и Ричи Фюрей, които се движат с кола в обратната посока. Двамата успяват да обърнат, настигат катафалката и това неочаквано събиране поставя началото на групата Buffalo Springfield. По препоръка на Джим Диксън – мениджър на The Byrds, към групата се присъединява и барабанистът Дюи Мартин, който дотогава свири в гаражната рок група The Standells и съпровожда изпълнители от кънтри сцената като Patsy Cline и The Dillards.
Новосформираната група дебютира само пет дни по-късно – на 11 април 1966 г., в прочутия клуб The Troubadour в Западен Холивуд. Малко след това Buffalo Springfield започват кратко турне в Калифорния като подгряваща група на The Dillards и The Byrds.

## Дискография

### Студийни албуми
| Година | Информация за албума                                                 | Billboard 200\|US | Syndicat National de l'Édition Phonographique\|FRA |
| ------ | -------------------------------------------------------------------- | ----------------- | -------------------------------------------------- |
| 1966   | Buffalo Springfield - Released: октомври 1966 - Label: Atco Records  | 80                | 122                                                |
| 1967   | Buffalo Springfield Again - Released: 30 октомври 1967 - Label: Atco | 44                | —                                                  |
| 1968   | Last Time Around - Released: 30 юли 1968 - Label: Atco               | 42                | —                                                  |

### Компилации
| Година | Информация за албума                                                                             | US  | Издателство (sales thresholds)                                |
| ------ | ------------------------------------------------------------------------------------------------ | --- | ------------------------------------------------------------- |
| 1969   | Retrospective: The Best of Buffalo Springfield - Released: February 10, 1969 - Label: Atco       | 42  | - RIAA: Platinum - British Phonographic Industry\|BPI: Silver |
| 1973   | Buffalo Springfield - Released: November 12, 1973 - Label: Atco                                  | 104 |                                                               |
| 2001   | Buffalo Springfield (box set) - Released: July 17, 2001 - Label: Rhino                           | 194 |                                                               |
| 2018   | What's That Sound? Complete Albums Collection (box set) - Released: June 29, 2018 - Label: Rhino | —   |                                                               |

### Сингли
| година                                                                          | Име на песента                                             | Място в класациите    | Място в класациите | Място в класациите | Издателство | Албум                     |
| година                                                                          | Име на песента                                             | Billboard Hot 100\|US |                    |                    | Издателство | Албум                     |
| ------------------------------------------------------------------------------- | ---------------------------------------------------------- | --------------------- | ------------------ | ------------------ | ----------- | ------------------------- |
| 1966                                                                            | "Nowadays Clancy Can't Even Sing" b/w "Go and Say Goodbye" | 110                   | 75                 | —                  |             | Buffalo Springfield       |
| 1966                                                                            | "Burned" b/w "Everybody's Wrong"                           | —                     | —                  | —                  |             | Buffalo Springfield       |
| 1967                                                                            | "For What It's Worth"                                      | 7                     | 5                  | 19                 |             | Buffalo Springfield       |
| 1967                                                                            | Bluebird"                                                  | 58                    | 38                 | —                  |             | Buffalo Springfield Again |
| 1967                                                                            | "Rock 'n' Roll Woman" b/w "A Child's Claim to Fame"        | 44                    | 37                 | —                  |             | Buffalo Springfield Again |
| 1967                                                                            | Expecting to Fly" b/w "Everydays"                          | 98                    | 41                 | —                  |             | Buffalo Springfield Again |
| 1968                                                                            | "Uno Mundo" b/w "Merry-Go-Round"                           | 105                   | —                  | —                  |             | Last Time Around          |
| 1968                                                                            | "Special Care" b/w "Kind Woman"                            | 107                   | —                  | —                  |             | Last Time Around          |
| 1968                                                                            | "On the Way Home" b/w "Four Days Gone"                     | 82                    | 86                 | —                  |             | Last Time Around          |
| "—" denotes releases that did not chart or were not released in that territory. |                                                            |                       |                    |                    |             |                           |